# BAR 1002’00
A BAR 1002’00 katalógusszámú, tugeni ember néven ismert fosszília az Orrorin tugenensis faj típuspéldánya. Ez esetben a leletegyüttes minimum öt egyed 13 csonttöredékét jelenti, ebből a BAR 1002'2 a legfontosabb, egy combcsont töredéke. Ezeket 2000. október-novemberben a francia Museum National d'Histoire Naturelle és a National Museum of Kenya Brigitte Senut és Martin Pickford vezette expedíciója találta Kenyában, a Baringo-tó partjához közel a Tugen-hegyen. 2001-ben publikálták a leletet és új nem új fajába sorolták be. Egyedülálló jelentősége, hogy hatmillió éves kora ellenére leírói szerint a combcsont jobban hasonlít a Homo sapiens combcsontjára, mint a hárommillió évvel fiatalabb Lucy.

## A lelet jellemzői
A BAR 1002’00 egy 13 darabos csonttöredékekből álló leletegyüttes része, egy baloldali combcsont felső vége a csípőízületi forgóval együtt. Mellette még egy bal combcsont-darab (BAR 1003'00), egy karcsont-töredék (BAR 349'00), egy jobb combcsont-töredék (BAR 1215’00), egyedi fogak (KNM LU 335) és két állkapocs töredékei (BAR 1000a’00 és BAR 1000b’00).
A nagyobbik bal combcsont egészen emberi jellegű és kétlábúságra (bipedalizmus) mutat. A fogak kicsik és gyümölcsevő jellegűek, az állkapcsok viszonylag gyengék. Egy felnőtt példány mérete nagyjából a mai csimpánzok méretének felel meg, de a lába másfélszer olyan hosszú.
A BAR 1002’00 típuspéldány egy azóta tartó vitát indított el. Egyesek tagadják azt, hogy az Orrorin combcsontja olyan horderejű bizonyíték volna, mint amilyennek leírói beállítják. 2004-ben több Australopithecus-fajjal összevonva másik önálló nembe sorolták (Praeanthropus), de ez a taxon sem végleges.

### A leletek
- BAR 1001’00 – felső metszőfog. Az Ardipithecushoz hasonló méretű, tehát kisebb, mint az Australopithecusé.
- BAR 1425’00 – felső szemfog. Csúcsos, de nem hegyes, és alig emelkedett ki a többi fog síkjából.
- BAR 1426’00 és BAR 1900'00 – felső őrlőfogak. A fogkorona alakja bizonytalan, mert gyengén kopott részek mellett erősen kopott felületek is találhatók rajta. A korona biztosan alacsony és enyhén hullámos rágófelületű. A foggyökerek a fog méretéhez képest hosszúak.
- BAR 1390’00 – előzápfog. Zománca teljesen hiányzik.
- BAR 1000’00 – állkapocstöredék három alsó őrlőfoggal.
- KNM LU 335 – vitatott alsó őrlőfog. Ezt már 1974-ben megtalálták a területen.
- BAR 1002’00 – bal combcsont felső vége. Csípőízületi része ép, a forgórész gömb alakú, a combnyak lapos. A combnyak a csonttengellyel 120-130°-os szöget zár be. Ennek alapján állítják, hogy az AL 288-1 (Lucy) nevű Australopithecusnál fejlettebb bipedalizmus tehető fel. Ugyanakkor önmagában a csípőízület – a végtag többi csontja, különösen a sípcsont ismerete hiányában – nem jelent teljesen egyértelmű bizonyítékot.
- BAR 1003’00 – bal combcsont darabja. Felső rész, de hiányzik a forgó.
- BAR 1004’00 – alkarcsont darabja, rajta felismerhető a musculus brachioradialis tapadási felszíne. Ez a felület az Australopithecus afarensis és a csimpánz alkarcsontjához hasonló.
- BAR 349’00 – ujjperccsont.

## Leletkörnyezet
A lelőhely rétegtana szerint az 5,62 ± 0,5 millió éves rormuchi doleritküszöb fedi a térséget. Ez alatt az 5,65 ± 0,13 millió éves kararaina-bazalt, majd a 6,2 ± 0,13 millió éves kabarnet-trachit következik. A trachitrétegek felett fekszik a Lukeino formáció (az üledékes összlet és a bazalt), amely a fenti datálásból következően legfeljebb 6,2 millió, de legalább 5,65 millió éves. A Lukeino datálása elvárt eredményt hozott: 6,06 ± 0,13 millió év.
A csontok vékony karbonátréteggel borítottak, ami algás vagy baktériumos eredetű, és azt jelzi, hogy a csontokat hosszabb-rövidebb ideig víz borította, mielőtt elfedte az üledék. A betemetődés előtt azonban kiszáradtak, mert a legtöbb darab száradásos repedéseket mutat.

## Lásd még
- Orrorin tugenensis
- Az emberfélék fosszíliáinak listája
- Praeanthropus

## Külső hivatkozások
- Richmond és Jungers